# L'amante del Doge
L'amante del Doge è un romanzo storico thriller del 2008 di Carla Maria Russo, edito da Piemme e più volte ripubblicato anche come best seller. È la storia romanzata di un personaggio storico, la poetessa veneziana Caterina Dolfin Tron.

## Storia editoriale
L'autrice ha dichiarato di avere scoperto la figura di Caterina Dolfin per caso, mentre compiva studi e ricerche sull'eroina e intellettuale napoletana Eleonora Pimentel Fonseca, che teneva una cordiale e amichevole relazione epistolare con la nobildonna veneziana. Come per le altre opere dell'autrice, il romanzo è stato preparato compiendo una dettagliata ricerca storica, per ricostruire l'ambiente sociale e culturale del tempo.

## Trama
La vicenda è ambientata a Venezia. Durante il carnevale del 1755, la giovane Caterina Dolfin, introdottasi di nascosto dalla famiglia in una festa nobiliare, incontra il patrizio Andrea Tron che appare avviato a una brillante carriera politica. Tra i due nasce subito una fortissima attrazione. Il nobile chiede a Caterina, da poco orfana di padre e già promessa sposa per un matrimonio combinato dalla madre, di lasciar perdere il futuro marito e diventare la sua amante, nella massima discrezione e per tutto il tempo che a lui farà piacere. In cambio Tron avrebbe provveduto a ogni fabbisogno economico della giovane. Caterina accetta, consapevole delle difficoltà sociali e familiari a cui la metterà di fronte; della sua scelta ma anche della libertà che potrà così raggiungere. Col passare del tempo il legame sentimentale tra i due diventa sempre più forte, ma la situazione si complica per la carriera politica in ascesa di Tron, che arriverà a essere candidato Doge.

## Edizioni
- Carla Maria Russo, L'amante del Doge, Piemme, 2008,  p. 285, ISBN 978-88-384-8806-1.

- Carla Maria Russo, L'amante del Doge, collana Bestseller, n. 175, Piemme, 2010,  p. 261, ISBN 978-88-566-1319-3.

- Carla Maria Russo, L'amante del Doge, collana Bestseller, n. 175, Piemme, 2011, ISBN 978-88-585-0393-5.

- Carla Maria Russo, L'amante del Doge, collana Pickwick, Piemme, 7 marzo 2016,  p. 272, ISBN 978-88-6836-806-7.